# Sylvie Genevoix
Pour les articles homonymes, voir Genevoix.
Sylvie Genevoix, née le 17 mai 1944 à Saint-Denis-de-l'Hôtel (Loiret) et morte le 19 septembre 2012 à Paris 16e,, est une journaliste française. Fille de l'écrivain et académicien Maurice Genevoix, elle est l’épouse, en premières noces, de Xavier Larere et, en secondes noces, de Bernard Maris.

## Biographie
Sylvie Genevoix passe son enfance aux Vernelles, à Saint-Denis-de-l'Hôtel, dans le Loiret. Elle voit son père travailler tous les jours au premier étage. Elle peut aller de temps en temps à la pêche avec lui.
Après des études de lettres classiques à la faculté des lettres de Paris, elle travaille aux éditions Plon-Perrin, et Julliard comme attachée de presse, puis comme coordinatrice des services littéraires.
Elle épouse, en 1978, Xavier Larere, ancien directeur général d'Antenne 2, producteur de cinéma. Elle aura de cette union deux enfants, Charlotte et Julien Larere-Genevoix, avocat, qui reprendra la présidence de l’association « Je me souviens de Ceux de 14 » qu’elle avait créée avec lui et son second mari, Bernard Maris. Celle-ci avait pour objectif de faire entrer son père, Maurice Genevoix, au Panthéon, ce que l’association obtint sous la présidence de son fils, le 11 novembre 2020.
Elle produit des émissions et documentaires pour la deuxième chaîne de télévision française : Fenêtre sur de 1975 à 1982, et Que deviendront-ils ? en 1988. Elle présente également Autrement dit en 1987 sur Antenne 2.
Elle est responsable des pages littéraires de Madame Figaro et travaille pour L'Express.

Elle est elle-même l'auteur de plusieurs ouvrages, dont La prochaine fois je le tue, sur le thème de la violence.
Elle est directrice littéraire chez Albin Michel de 1992 à 2005. 
Puis, de 2005 à 2011, nommée conseiller au Conseil supérieur de l'audiovisuel (CSA), Sylvie Genevoix s'implique dans le développement des télévisions locales, de l'accessibilité des programmes aux personnes avec un handicap visuel et/ou auditif, et elle préside la mission langue française et francophonie.
En deuxièmes noces, elle épouse, en 2007, à Ménerbes, Bernard Maris, économiste, universitaire et journaliste.
Elle crée l’association « Je me souviens de Ceux de 14 »,.
Elle meurt d'un cancer le 19 septembre 2012 à Paris. Ses obsèques ont lieu cinq jours plus tard, à l'église Notre-Dame-d'Auteuil. Sa mère la rejoint moins de deux mois plus tard.
Le 21 septembre 2012, la ministre de la Culture et de la Communication, Aurélie Filippetti, lui rend hommage.

## Œuvres
- (avec Marianne Gosset), Howard Robard Hughes ou Une Amérique, Paris, 1972
- Paris, la Seine, Paris, 1986, réédité en 1990
- Maurice Genevoix : la maison de mon père, 2001
- La prochaine fois je le tue !, Paris, 2002